# Into the Millennium Tour
Into the Millennium Tour fue el cuarto y el más llamativo tour de los "Backstreet boys", el setlist estuvo conformado por todas las canciones del álbum "Millennium" excepto la canción solista de Nick "I Need You Tonight", esta fue la gira más costosa de la historia de los Backstreet Boys y ganó el premio a la producción escénica más creativa.

## Antecedentes
Antes de que comenzara la gira, el grupo filmó un concierto especial de Disney Channel el 11 de mayo de 1999 en el New Amsterdam Theatre en la ciudad de Nueva York. La primera etapa de la gira fue una etapa europea, que se desarrolló del 2 de junio al 7 de agosto de 1999 y contó con más de 40 conciertos en más de 30 ciudades y 13 países. La primera etapa de la gira norteamericana vendió inicialmente 53 fechas (40 anunciadas y 13 añadidas debido a la demanda) en 39 ciudades, programadas para el 14 de septiembre al 2 de diciembre de 1999. La totalidad  se agotó en la fecha del 14 de agosto.  Las 765 000 entradas reportadas generaron ventas estimadas en $ 30 millones, con valores nominales establecidos en $ 28.50 y $ 38.50, poner en venta el tour en una sola mañana fue un método inusual lo cual permitió que se convirtiera en un evento y resultó rompiendo varios récords en venta. La mayoría de las entradas se agotaron en la primera hora de venta, y varias sedes establecieron récords de velocidad de venta. Después de agregar varios espectáculos adicionales, la etapa finalmente incluyó 56 espectáculos con algunos lugares que albergan tres espectáculos consecutivos. Como resultado del huracán Floyd, que se acercaba a Florida, la banda se vio obligada a posponer las dos primeras fechas del 14 y 15 de septiembre al 5 y 6 de diciembre. Esta etapa (si no también la última etapa) fue oficialmente titulada "Sears presenta a Backstreet Boys en el Millennium Tour";, ya que Sears patrocinó al menos la primera etapa norteamericana, al igual que Polaroid. La segunda parte de la gira norteamericana se realizó del 11 de febrero al 15 de marzo de 2000. El concierto en Georgia Dome, Atlanta, fue el quinto concierto más concurrido en la historia de Estados Unidos y el más concurrido por un artista pop.

## Controversia en la venta de boletos
Hubo cierta controversia sobre la distribución de boletos en el espectáculo de Denver de la primera etapa de la gira por el promotor de House of Blues Concerts. Se alegó que House of Blues había reservado una gran cantidad de boletos no comprados a revendedores privados, en lugar de ofrecerlos al público. Estos revendieron los boletos por un valor nominal muy superior. Posteriormente, la banda solicitó que House of Blues donara $ 75,000 a un fondo de becas al Columbine High School como compensación por sus acciones. El promotor acordó hacer la donación a las víctimas de Columbine, pero dijo que ofrecería la donación a un grupo de su elección, alegando que el Columbine College Fund, elegido por la gerencia de la banda, podría no haber sido legítimo.

## Producción

### Escenario
La puesta en escena de la gira contó con un escenario pentagonal que se encuentra en el centro, con un diseño circular de 360 grados. El escenario presentaba una pista exterior pentagonal con cinco rampas hacia una plataforma circular central. Esta plataforma normalmente sería más alta que el resto de la etapa, pero podría bajarse por debajo del escenario para permitir que la banda ingrese o salga del show (backstage), las rampas se ajustarían en consecuencia. La plataforma y las rampas también pueden colocarse planas a nivel de escenario con el resto del escenario, creando un escenario plano con solo un ligero incremento desde la pista exterior al área central. La banda instrumental estaba situada en el espacio entre la pista exterior y la plataforma central, con los miembros de la banda separados unos de otros por las rampas. También se podía acceder al escenario por unas escaleras que bajaban desde el borde exterior del escenario hasta el piso del recinto, desde donde también se podía acceder al escenario. Entre los involucrados en el diseño de la puesta en escena estaba Mark Rabbit.

### Performance y elementos del show
Este concierto fue el primero en incluir bailarines que acompañaron a los Boys en algunas canciones, un total de 10 bailarines (5 hombres y 5 mujeres), también se usaron elementos como para el inicio del concierto en el cual los bailarines entraban con antorchas llamativas con el fondo musical de "La Marcha Imperial" de la conocida película Star Wars, dando paso a la entrada del grupo quienes tenían un vestuario futurista con copas moldeadas como armaduras que fueron diseñadas individualmente para cada miembro, ambos trajes presentaban pantalones negros lisos. Posteriormente los Boys entraban colgados por unos cables de arnés dando impresión de estar volando sobre una tabla espacial la cual los llevaba al centro del escenario para cantar su primer tema "Larger Than Life", el mismo método usaron para la canción "Quit Playing Games" quienes sin el traje inicial solo se elevaban y se acercaban al público quienes podían dar la mano a sus ídolos. Escaleras de metal se agregaron a las esquinas del escenario para que la banda escale y aguante durante la siguiente canción "Don't Want You Back".
En este concierto tuvieron también varios cambios de vestuario y en la canción " The Perfect Fan" los Boys subieron al escenario a algunos fanes con sus respectivas madres para dedicarles esta canción. También se usó un piano tocado por Kevin que se colocó al medio del escenario para la canción "Back To You Heart".

### Comercialización
Los Backstreet Boys aceptaron un vínculo de comercialización con Burger King para vender de forma exclusiva un conjunto de tres CD y un videocasete de VHS con canciones y videos, respectivamente, de la gira. Cada CD llamado  "For The Fans" contenía tres canciones en vivo de la gira, así como tres grabadas en estudio. El video contenía imágenes de cinco canciones, así como entrevistas y otras imágenes de todo el tour. El material proviene principalmente del concierto en Indianápolis, Indiana.

## Pre Tour Set list (solo para el Disney Channel Concert)
1. "Larger Than Life"
2. "Quit Playing Games (With My Heart)"
3. "As Long As You Love Me"
4. "All I Have To Give"
5. "I'll Never Break Your Heart"
6. "Everybody (Backstreet's Back)"
7. "I Want It That Way"
8. "The Perfect Fan" (participación de los chicos del coro de Harlem)

## Set list
1. "Introducción (contiene partes de Marcha Imperial)
2. "Larger Than Life"
3. "Get Down (You're The One For Me)"
4. "The One"
5. "As Long As You Love Me"
6. "Don't Wanna Lose You Now"
7. "Quit Playing Games (With My Heart)"
8. "Don't Want You Back"
9. "The Perfect Fan"
10. "Back To Your Heart"
11. Medley "Everybody"/"We've Got It Goin' On"/"That's The Way I Like It"
12. "Spanish Eyes"
13. "I'll Never Break Your Heart"
14. "No One Else Comes Close"
15. "All I Have To Give"
16. "Show Me the Meaning of Being Lonely"

Encore
1. "It's Gotta Be You"
2. "I Want It That Way"

## Fechas del tour
| Fecha                    | Ciudad             | País           | Lugar                                |
| Europa                   | Europa             | Europa         | Europa                               |
| ------------------------ | ------------------ | -------------- | ------------------------------------ |
| 2 de junio de 1999       | Gante              | Bélgica        | Flanders Expo                        |
| 3 de junio de 1999       | Gante              | Bélgica        | Flanders Expo                        |
| 4 de junio de 1999       | Fráncfort del Meno | Alemania       | Festhalle Frankfurt                  |
| 5 de junio de 1999       | Ámsterdam          | Países Bajos   | Amsterdam Arena                      |
| 7 de junio de 1999       | Colonia            | Alemania       | Kölnarena                            |
| 8 de junio de 1999       | París              | Francia        | Palais Omnisports de Paris-Bercy     |
| 10 de junio de 1999      | Mánchester         | Inglaterra     | Manchester Evening News Arena        |
| 11 de junio de 1999      | Newcastle          | Inglaterra     | Telewest Arena                       |
| 13 de junio de 1999      | Birmingham         | Inglaterra     | NEC Arena                            |
| 14 de junio de 1999      | Birmingham         | Inglaterra     | NEC Arena                            |
| 16 de junio de 1999      | Londres            | Inglaterra     | Earls Court Exhibition Centre        |
| 17 de junio de 1999      | Londres            | Inglaterra     | Earls Court Exhibition Centre        |
| 20 de junio de 1999      | Mannheim           | Alemania       | Maimarkthalle                        |
| 21 de junio de 1999      | Bielefeld          | Alemania       | Seidensticker Halle                  |
| 22 de junio de 1999      | Oberhausen         | Alemania       | König Pilsener Arena                 |
| 24 de junio de 1999      | Münster            | Alemania       | Muensterlandhalle                    |
| 25 de junio de 1999      | Stuttgart          | Alemania       | Hanns-Martin-Schleyer-Halle          |
| 26 de junio de 1999      | Múnich             | Alemania       | Olympiahalle                         |
| 27 de junio de 1999      | Zúrich             | Suiza          | Hallenstadion                        |
| 29 de junio de 1999      | Roma               | Italia         | Stadio Olimpico                      |
| 1 de julio de 1999       | Milán              | Italia         | Forum di Assago                      |
| 2 de julio de 1999       | Milán              | Italia         | Forum di Assago                      |
| 3 de julio de 1999       | Milán              | Italia         | Forum di Assago                      |
| 5 de julio de 1999       | Viena              | Austria        | Wiener Stadthalle                    |
| 6 de julio de 1999       | Rieden             | Alemania       | Ostbayernhalle                       |
| 7 de julio de 1999       | Friedrichshafen    | Alemania       | Messehalle Friedrichshafen           |
| 9 de julio de 1999       | Viareggio          | Italia         | Stadio dei Pini                      |
| 11 de julio de 1999      | San Sebastián      | España         | Velódromo de Anoeta                  |
| 12 de julio de 1999      | Zaragoza           | España         | Pabellón Príncipe Felipe             |
| 13 de julio de 1999      | Barcelona          | España         | Palau Sant Jordi                     |
| 14 de julio de 1999      | Barcelona          | España         | Palau Sant Jordi                     |
| 16 de julio de 1999      | Madrid             | España         | Estadio de la Peineta                |
| 18 de julio de 1999      | Gijón              | España         | Estadio Municipal El Molinón         |
| 21 de julio de 1999      | Bremen             | Alemania       | Stadthalle Bremen                    |
| 22 de julio de 1999      | Leipzig            | Alemania       | Messehalle 7                         |
| 23 de julio de 1999      | Berlín             | Alemania       | Velodrom                             |
| 24 de julio de 1999      | Berlín             | Alemania       | Velodrom                             |
| 26 de julio de 1999      | Róterdam           | Países Bajos   | Sportpaleis van Ahoy                 |
| 27 de julio de 1999      | Róterdam           | Países Bajos   | Sportpaleis van Ahoy                 |
| 29 de julio de 1999      | Copenhague         | Dinamarca      | Forum Copenhagen                     |
| 30 de julio de 1999      | Oslo               | Noruega        | Oslo Spektrum                        |
| 31 de julio de 1999      | Oslo               | Noruega        | Oslo Spektrum                        |
| 2 de agosto de 1999      | Helsinki           | Finlandia      | Hartwall Areena                      |
| 3 de agosto de 1999      | Helsinki           | Finlandia      | Hartwall Areena                      |
| 5 de agosto de 1999      | Gotemburgo         | Suecia         | Scandinavium                         |
| 6 de agosto de 1999      | Estocolmo          | Suecia         | Stockholm Globe Arena                |
| 7 de agosto de 1999      | Estocolmo          | Suecia         | Stockholm Globe Arena                |
| Norteamérica             |                    |                |                                      |
| 17 de septiembre de 1999 | Charlotte          | Estados Unidos | Charlotte Coliseum                   |
| 18 de septiembre de 1999 | Washington D. C.   | Estados Unidos | MCI Center                           |
| 19 de septiembre de 1999 | Washington D. C.   | Estados Unidos | MCI Center                           |
| 21 de septiembre de 1999 | Boston             | Estados Unidos | FleetCenter                          |
| 22 de septiembre de 1999 | Boston             | Estados Unidos | FleetCenter                          |
| 23 de septiembre de 1999 | East Rutherford    | Estados Unidos | Continental Airlines Arena           |
| 24 de septiembre de 1999 | East Rutherford    | Estados Unidos | Continental Airlines Arena           |
| 26 de septiembre de 1999 | Uniondale          | Estados Unidos | Nassau Veterans Memorial Coliseum    |
| 27 de septiembre de 1999 | Uniondale          | Estados Unidos | Nassau Veterans Memorial Coliseum    |
| 29 de septiembre de 1999 | Filadelfia         | Estados Unidos | First Union Center                   |
| 30 de septiembre de 1999 | Filadelfia         | Estados Unidos | First Union Center                   |
| 4 de octubre de 1999     | Columbus           | Estados Unidos | Value City Arena                     |
| 5 de octubre de 1999     | Rosemont           | Estados Unidos | Allstate Arena                       |
| 6 de octubre de 1999     | Rosemont           | Estados Unidos | Allstate Arena                       |
| 7 de octubre de 1999     | Rosemont           | Estados Unidos | Allstate Arena                       |
| 9 de octubre de 1999     | Mineápolis         | Estados Unidos | Target Center                        |
| 12 de octubre de 1999    | Phoenix            | Estados Unidos | America West Arena                   |
| 14 de octubre de 1999    | Anaheim            | Estados Unidos | Arrowhead Pond of Anaheim            |
| 15 de octubre de 1999    | Anaheim            | Estados Unidos | Arrowhead Pond of Anaheim            |
| 16 de octubre de 1999    | Las Vegas          | Estados Unidos | MGM Grand Garden Arena               |
| 19 de octubre de 1999    | Inglewood          | Estados Unidos | Great Western Forum                  |
| 20 de octubre de 1999    | Inglewood          | Estados Unidos | Great Western Forum                  |
| 21 de octubre de 1999    | San José           | Estados Unidos | San Jose Arena                       |
| 22 de octubre de 1999    | San José           | Estados Unidos | San Jose Arena                       |
| 25 de octubre de 1999    | Portland           | Estados Unidos | Rose Garden                          |
| 26 de octubre de 1999    | Tacoma             | Estados Unidos | Tacoma Dome                          |
| 28 de octubre de 1999    | Salt Lake City     | Estados Unidos | Delta Center                         |
| 29 de octubre de 1999    | Salt Lake City     | Estados Unidos | Delta Center                         |
| 31 de octubre de 1999    | Denver             | Estados Unidos | Pepsi Center                         |
| 2 de noviembre de 1999   | Iowa City          | Estados Unidos | Carver–Hawkeye Arena                 |
| 3 de noviembre de 1999   | Madison            | Estados Unidos | Kohl Center                          |
| 4 de noviembre de 1999   | Milwaukee          | Estados Unidos | Bradley Center                       |
| 6 de noviembre de 1999   | Auburn Hills       | Estados Unidos | The Palace of Auburn Hills           |
| 7 de noviembre de 1999   | Auburn Hills       | Estados Unidos | The Palace of Auburn Hills           |
| 8 de noviembre de 1999   | Auburn Hills       | Estados Unidos | The Palace of Auburn Hills           |
| 10 de noviembre de 1999  | Montreal           | Canadá         | Molson Centre                        |
| 11 de noviembre de 1999  | Toronto            | Canadá         | SkyDome                              |
| 12 de noviembre de 1999  | Ottawa             | Canadá         | Corel Centre                         |
| 14 de noviembre de 1999  | Buffalo            | Estados Unidos | Marine Midland Arena                 |
| 15 de noviembre de 1999  | Cincinnati         | Estados Unidos | Firstar Arena                        |
| 17 de noviembre de 1999  | Saint Louis        | Estados Unidos | Kiel Center                          |
| 18 de noviembre de 1999  | Kansas City        | Estados Unidos | Kemper Arena                         |
| 20 de noviembre de 1999  | Nueva Orleans      | Estados Unidos | New Orleans Arena                    |
| 21 de noviembre de 1999  | Memphis            | Estados Unidos | Pyramid Arena                        |
| 23 de noviembre de 1999  | Birmingham         | Estados Unidos | BJCC Arena                           |
| 24 de noviembre de 1999  | Atlanta            | Estados Unidos | Philips Arena                        |
| 26 de noviembre de 1999  | Lexington          | Estados Unidos | Rupp Arena                           |
| 28 de noviembre de 1999  | Knoxville          | Estados Unidos | Thompson–Boling Arena                |
| 29 de noviembre de 1999  | Nashville          | Estados Unidos | Gaylord Entertainment Center         |
| 1 de diciembre de 1999   | Orlando            | Estados Unidos | Orlando Arena                        |
| 2 de diciembre de 1999   | Tampa              | Estados Unidos | Ice Palace                           |
| 5 de diciembre de 1999   | Sunrise            | Estados Unidos | National Car Rental Center           |
| 6 de diciembre de 1999   | Sunrise            | Estados Unidos | National Car Rental Center           |
| Norteamérica (2000)      |                    |                |                                      |
| 11 de febrero de 2000    | University Park    | Estados Unidos | Bryce Jordan Center                  |
| 12 de febrero de 2000    | University Park    | Estados Unidos | Bryce Jordan Center                  |
| 15 de febrero de 2000    | Albany             | Estados Unidos | Pepsi Arena                          |
| 16 de febrero de 2000    | Albany             | Estados Unidos | Pepsi Arena                          |
| 18 de febrero de 2000    | Raleigh            | Estados Unidos | Raleigh Entertainment & Sports Arena |
| 19 de febrero de 2000    | Atlanta            | Estados Unidos | Georgia Dome                         |
| 20 de febrero de 2000    | Greensboro         | Estados Unidos | Greensboro Coliseum                  |
| 22 de febrero de 2000    | Greenville         | Estados Unidos | BI-LO Center                         |
| 24 de febrero de 2000    | Saint Petersburg   | Estados Unidos | Tropicana Field                      |
| 26 de febrero de 2000    | Nueva Orleans      | Estados Unidos | Louisiana Superdome                  |
| 28 de febrero de 2000    | Houston            | Estados Unidos | Compaq Center                        |
| 29 de febrero de 2000    | Houston            | Estados Unidos | Compaq Center                        |
| 1 de marzo de 2000       | San Antonio        | Estados Unidos | Alamodome                            |
| 3 de marzo de 2000       | Dallas             | Estados Unidos | Reunion Arena                        |
| 4 de marzo de 2000       | Dallas             | Estados Unidos | Reunion Arena                        |
| 5 de marzo de 2000       | Austin             | Estados Unidos | Frank Erwin Center                   |
| 7 de marzo de 2000       | Saint Louis        | Estados Unidos | Trans World Dome                     |
| 9 de marzo de 2000       | Cleveland          | Estados Unidos | Gund Arena                           |
| 10 de marzo de 2000      | Indianápolis       | Estados Unidos | Conseco Fieldhouse                   |
| 11 de marzo de 2000      | Indianápolis       | Estados Unidos | Conseco Fieldhouse                   |
| 13 de marzo de 2000      | East Lansing       | Estados Unidos | Breslin Student Events Center        |
| 14 de marzo de 2000      | Hamilton           | Canadá         | Copps Coliseum                       |
| 15 de marzo de 2000      | Toronto            | Canadá         | SkyDome                              |

Cancelación y espectáculos reprogramados
| 14 de septiembre de 1999 | Sunrise, Florida           | National Car Rental Center     | Reprogramado para el 5 de diciembre de 1999 |
| 15 de septiembre de 1999 | Sunrise, Florida           | National Car Rental Center     | Reprogramado para el 6 de diciembre de 1999 |
| 22 de febrero de 2000    | Greenville, South Carolina | BI-LO Center                   | Cancelado                                   |
| 5 de marzo de 2000       | Oklahoma City, Oklahoma    | Myriad Convention Center Arena | Cancelado                                   |

## Equipo directivo
- Vocalistas: Kevin Richardson, Brian Littrell, Howie Dorough, Nick Carter, AJ McLean
- Director de la gira:
- Mánager : Paul 'Skip' Rickert
- Asistente de Mánager: Tim Krieg
- Codirector: Denise McLean
- Codirector: Nicole Peltz
- Enlace de Prensa: Leila Eminson
- Contador: Vincent Corry
- Fotógrafo del personal: Andre Csillig
- Director Musical: William 'Bubba' Bryant
- Diseñador de vestuario: Jill Focke, Kerstin 'Kiki' Theileis, Janine Schreiber
- Coreógrafa: Fátima Robinson**
- Asistente de Coreógrafo: Richard "Swoop" Whitebear

### Seguridad
- Billy Evans: Seguridad de Nick
- Tom LeBrun: Jefe de Seguridad/Seguridad de Brian
- Marc Preston: Seguridad de Howie
- Marcus Johnson: Seguridad de A.J
- Carlos Cárdenas: Seguridad de Kevin
- John "Q" Elgani: Seguridad

### Banda
- Piano: Tommy Smith
- Guitarras: Guy Walker, Dennis Gallo
- Percusión / Saxofón: Mindi Abair
- Bajo: Freddy Mollings
- Batería: Tim Berkible

### Bailarines
- Kristin Denehy  (1999-2000)
- Teresa LeBron (1999-2000)
- Earl "Sleepy" Manning (1999-2000)
- Roland "RoRo" Tabor (1999)
- Nicole "Nikki" DeLecia (1999-?)
- "Elmo" (1999)
- Reginald "Reggie" Jackson (1999-2000)
- Nefertiti Robinson** (1999-?)
- Amy Allen (1999)
- Richard "Swoop" Whitebear*** (1999)
- Richmond Talauega (Barcelona 1999, 2000)
- Anthony Talauega] (2000)
- Ed Moore (1999)*
- "Flli"
- Raymond "Ray" Ultarte (1999)*
- Melanie Lewis
- Ángela Elgani